# Pinho (São Pedro do Sul)
Pinho es una freguesia portuguesa del concelho de São Pedro do Sul, con 15,52 km² de superficie y 983 habitantes (2001). Su densidad de población es de 63,3 hab/km².